# Magma (Nepal)
Magma – gaun wikas samiti w zachodniej części Nepalu w strefie Rapti w dystrykcie Rukum. Według nepalskiego spisu powszechnego z 2001 roku liczył on 928 gospodarstw domowych i 5269 mieszkańców (2599 kobiet i 2670 mężczyzn).